# Богач Ігор Володимирович
І́гор Володи́мирович Бо́гач (нар. 3 травня 1996) — український футболіст, лівий вінгер.

## Життєпис

### Ранні роки
Вихованець ДЮСШ львівських «Карпат». Із 2009 по 2013 рік провів у чемпіонаті ДЮФЛ 71 матч, забивши 15 голів.

### Клубна кар'єра
24 липня 2013 року дебютував у юнацькій (U-19) команді «левів» у домашньому поєдинку з київським «Динамо». За молодіжну (U-21) команду дебютував 12 березня 2015 року в домашньому матчі проти луцької «Волині». У складі команди U-19 двічі ставав бронзовим призером чемпіонату в сезонах 2013/14 та 2014/15.
12 серпня 2016 року дебютував у Прем'єр-лізі в домашній грі проти донецького «Шахтаря», замінивши на 88-й хвилині Павла Ксьонза.
29 серпня 2018 року підписав угоду з вінницькою «Нивою».

## Статистика
Статистичні дані наведено станом на 10 грудня 2016 року
| Клуб      | Ліга         | Сезон   | Чемпіонат | Чемпіонат | Кубок | Кубок | U-21 | U-21 |
| Клуб      | Ліга         | Сезон   | Ігри      | Голи      | Ігри  | Голи  | Ігри | Голи |
| --------- | ------------ | ------- | --------- | --------- | ----- | ----- | ---- | ---- |
| «Карпати» | Прем'єр-ліга | 2014/15 |           |           |       |       | 5    | 0    |
| «Карпати» | Прем'єр-ліга | 2015/16 |           |           |       |       | 21   | 5    |
| «Карпати» | Прем'єр-ліга | 2016/17 | 3         | 0         |       |       | 14   | 4    |